# Konrad Winkler
Konrad Sebastian Winkler (ur. 20 stycznia 1882 w Warszawie, zm. 16 stycznia 1962 w Krakowie) – polski malarz, krytyk i teoretyk sztuki, formista, a także szermierz.

## Życiorys
Ukończył gimnazjum w Nowym Sączu. Studiował teorię i historię sztuki na Uniwersytecie Lwowskim (1907–1908), malarstwo w pracowni Ignacego Pieńkowskiego w Akademii Sztuk Pięknych w Krakowie (1916) i na Uniwersytecie Jagiellońskim. Służył w 2 pułku ułanów Legionów Polskich. Należał do grupy Formistów, utworzonej w 1917 r. w Krakowie (najpierw jako Ekspresjoniści Polscy). W latach 1919–1921 redagował z Tytusem Czyżewskim i Leonem Chwistkiem pismo Formiści, które powstało w celu propagowania nowego kierunku w sztuce i literaturze – formizmu. Był kierownikiem artystycznym „Kuriera Porannego”, „Przeglądu Wieczornego”, „Polski Zbrojnej” i innych czasopism. W okresie 1924–1927 kontynuował edukację artystyczną w Akademii Lothe'a w Paryżu. W 1936 r. odbyła się w Warszawie wystawa jego malarskiego dorobku, obejmującego prace od okresu formistycznego po najnowsze – głównie naturalistyczne pejzaże i martwe natury. Jego obrazy znajdują się w galeriach sztuki polskiej XX wieku m.in. w Muzeum Narodowym w Krakowie oraz w Muzeum Narodowym w Kielcach. Był członkiem Związku Zawodowego Polskich Artystów Plastyków.
Winkler był także jednym z prekursorów szermierki sportowej w Polsce. Zajął się tym sportem w czasie studiów we Lwowie. W Krakowie współorganizował Krakowski Klub Szermierzy w 1910, a potem działał w AZS Kraków. Uczestniczył w Igrzyskach Olimpijskich w Paryżu 1924, gdzie wystąpił we florecie indywidualnie i w szabli drużynowo. W 1924, w wieku 42 lat, został mistrzem Polski w szabli i florecie.
Zmarł w Krakowie. Spoczywa na cmentarzu Rakowickim (kwatera LXXII-8-15).

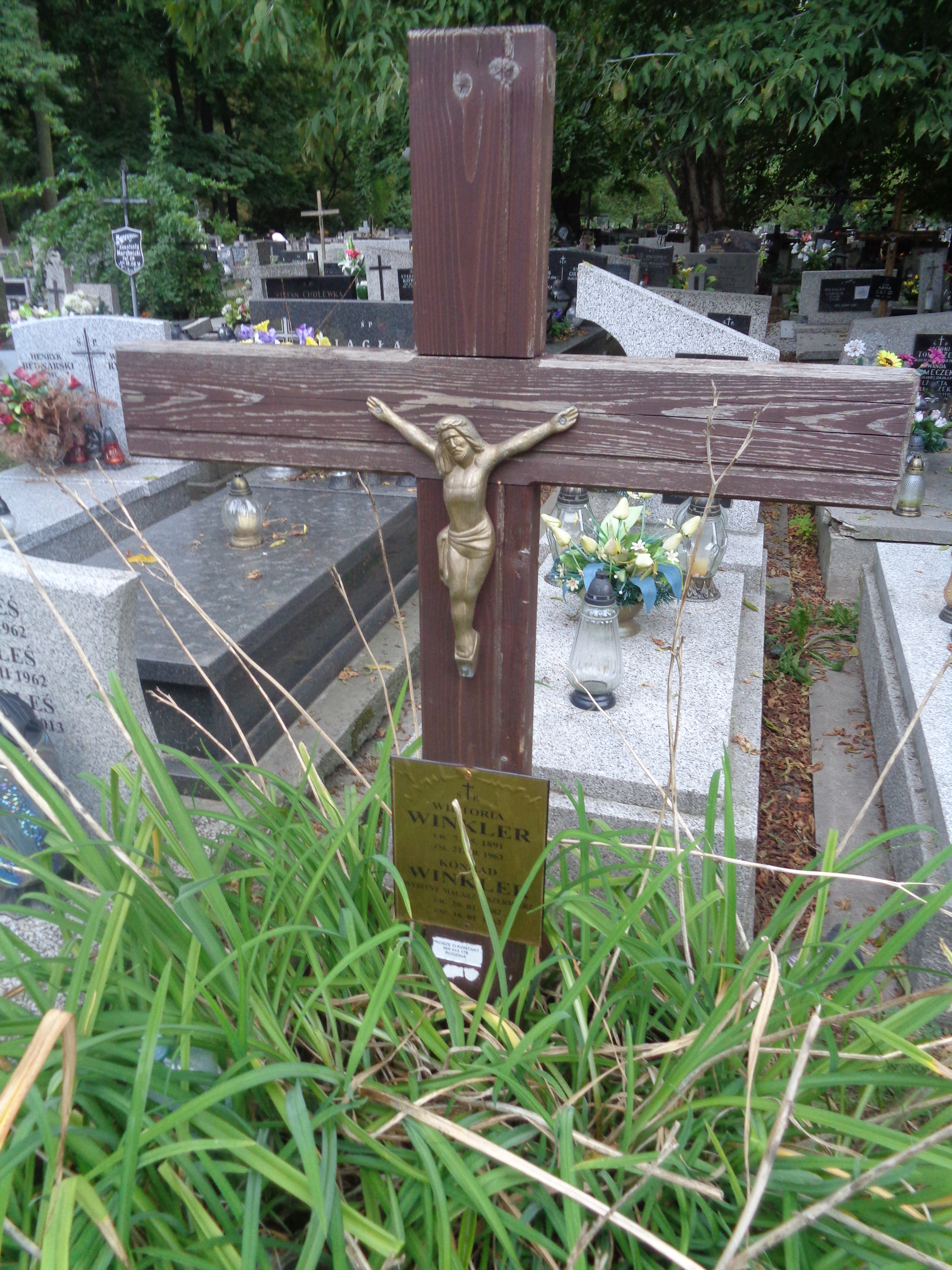
Grób Konrada Winklera na cmentarzu Rakowickim

## Artykuły i opracowania
- Formizm na tle współczesnych kierunków u sztuce. Kraków 1921.
- Formiści polscy. Monografie Artystyczne XIV. 1927.
- Na trzydziestolecie formizmu. „Dziennik Polski” (Dodatek Literacki) 1947, nr 65.